# Domremy-Landéville
Domremy-Landéville è un comune francese di 88 abitanti situato nel dipartimento dell'Alta Marna nella regione del Grand Est.

## Società

### Evoluzione demografica
Abitanti censiti